# 李仙花
李仙花（1962年—），客家人，廣東漢劇演員，工旦行，一級演員，研究生文化，中國共產黨党員，現任广东省文联专职副主席。

## 生平
梅州戲曲學校畢業后到廣東漢劇院工作，師承梁素珍先生。
1991年到1995年間在中國戲曲學院本科學習，1996年到1999年間升讀中國戲曲學院研究生班，得碩士學位。
1993年得第11屆中國戲劇梅花獎，2000年得第18屆中國戲劇梅花獎「二度梅」。
她的主演作品有《百里奚認妻》、《陰陽河》、《改容戰父》、《王昭君》、《蝴蝶夢》、《白門柳》等多部。